# Vòi rồng

Vòi rồng tại Manitoba, Canada, năm 2006

Vòi rồng hay lốc xoáy (tiếng Anh: tornado) là hiện tượng một luồng không khí xoáy tròn mở rộng ra từ một đám mây giông xuống tới mặt đất. Vòi rồng thường được hình thành ở những cơn giông mạnh xoáy tròn được tạo thành từ những dải gió cắt lớn được gọi là siêu ổ giông (supercell) và là một trong những loại hình thời tiết cực đoan phổ biến vào mùa hè tại nhiều quốc gia.

## Cường độ

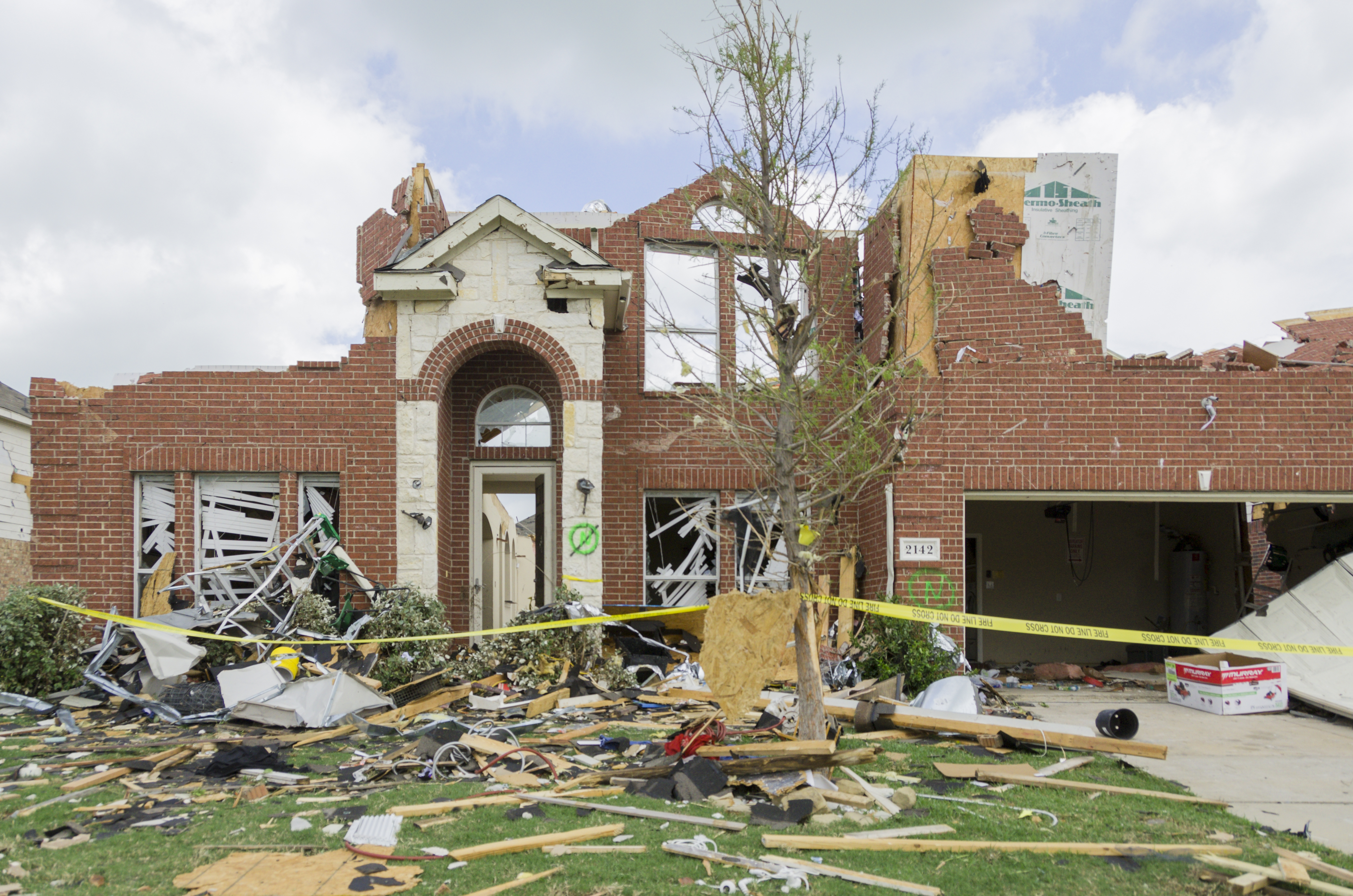
Căn nhà bị phá hủy bởi cơn lốc xoáy F3 (cấp 3) tại Forney,Texas